# Molestia molesta
Molestia molesta là một loài nhện trong họ Linyphiidae.
Loài này thuộc chi Molestia. Molestia molesta được miêu tả năm 1995 bởi Tao, Li & Zhu.